# Livineyo Régulo (senador)
Livineyo Régulo (en latín, Livineius Regulus) fue un senador romano del siglo I d. C.
Tácito menciona que fue expulsado del Senado, aunque no se ha conservado ni el momento ni las circunstancias. Durante unos juegos gladiatorios que ofreció en la ciudad de Pompeya en el año 59, se produjeron unos disturbios entre los nucerinos y los pompeyanos que acabaron con el exilio del promotor.